# Syncladium nietneri
Syncladium nietneri är en svampart som beskrevs av Ludwig Rabenhorst 1859. Syncladium nietneri ingår i släktet Syncladium, divisionen sporsäcksvampar och riket svampar.   Inga underarter finns listade i Catalogue of Life.